# Storena indica
Storena indica är en spindelart som beskrevs av Benoy Krishna Tikader och Patel 1975. Storena indica ingår i släktet Storena och familjen Zodariidae. Inga underarter finns listade i Catalogue of Life.